# Werewolf - La bestia è tornata
Werewolf - La bestia è tornata (Werewolf: The Beast Among Us) è un film del 2012 diretto da Louis Morneau.

## Trama
XIX secolo. Un ragazzo di nome Charles osserva un lupo mannaro massacrare la sua famiglia. Prima di morire, sua madre gli regala un amuleto d'argento raffigurante una testa di lupo ululante, appartenuto a suo nonno, che era un "grande cacciatore" di lupi mannari. Charles sfugge alla morte attivando una trappola che fa cadere un lampadario e uccide il lupo mannaro che lo attacca. 
Venticinque anni dopo, Charles è un cacciatore di lupi mannari che lavora insieme a una banda di altri cacciatori per liberare il mondo da tutte le bestie. I lupi mannari, che di solito sono in grado di trasformarsi solo durante il luna piena, in questo mondo immaginario possono trasmettere la licantropia. Gli individui infetti vengono tipicamente colpiti alla testa, dopodiché i loro corpi vengono bruciati, in caso contrario diventano delle creature note come wurdalak. Charles e compagni ricevono un'offerta per dare la caccia a un lupo mannaro particolarmente feroce che sta terrorizzando un villaggio. Questo lupo mannaro appare subito diverso dagli altri: è più grosso e più forte, può trasformarsi tre notti di fila e prende di mira solo delinquenti e criminali.
Daniel, il giovane apprendista di Doc, medico del paese, ha studiato le vittime del lupo mannaro per capire come si sta comportando e prende di mira prede specifiche (come ladri e prostitute). Quando Charles e i suoi compagni arrivano, Daniel vede Charles smascherare una truffa gestita da un cacciatore di lupi mannari in competizione, Jaeger, sui cittadini. Impressionato, Daniel offre la sua assistenza a Charles, che rifiuta educatamente la sua offerta, ma dopo diversi tentativi accetta. Eva, la ricca fidanzata di Daniel, cerca di convincerlo a non dare la caccia al lupo mannaro e ad accettare un'offerta per studiare all'università di medicina della città, ma fallisce. Stefan, un compagno ben vestito e bello di Charles, flirta con Eva, con grande fastidio del giovane.
Durante la prossima luna piena, Jaeger e alcuni amici cercano di cacciare di frodo il lupo mannaro dal gruppo di Charles, ma invece vengono indotti a far scattare tutte le trappole che Charles e i suoi avevano preparato con cura in precedenza. In tal modo, il lupo mannaro rivela di essere intelligente come una persona invece dell'animale senza cervello che di solito sono. Il giorno dopo Charles e Daniel si incontrano con Ferka, il capo zingaro locale che dice ai due che questo lupo mannaro non è stato trasformato da un morso, ma è nato così. Questo lupo mannaro è più forte e più intelligente perché la malattia fa parte del suo sangue originale, e diventa più forte ad ogni trasformazione, finché non sarà in grado di trasformarsi a piacimento. Gli avvisa anche che fra due giorni ci sarà il solstizio d'Inverno, la notte più lunga dell'anno, che richiamerà la bestia anche di giorno, rendendola ancora più forte. I cittadini hanno perso la fiducia nei cacciatori e decidono di prendere in mano la situazione. Il poliziotto della città ha stabilito un elenco di persone che non hanno alibi sufficienti per non essere il lupo mannaro, quindi alcuni cittadini li rinchiudono in prigione. La madre di Daniel, Vadoma, è rinchiusa, così come il padre di Eva, Ferka e il poliziotto della città, e tutti sono posti sotto scorta armata.
La notte successiva, l'agente ha un attacco epilettico e viene colpito dalle guardie spaventate, che credono erroneamente che sia in preda alla trasformazione. Ora in preda al panico, le guardie sparano e uccidono tutti i prigionieri tranne Vadoma e Ferka, la donna riesce a scappare dalla sua cella. Nelle rovine vicine Jaeger, sopravvissuto per un pelo alla notte precedente, viene usato come esca in una nuova trappola da Charles. Il lupo mannaro combatte Charles e i suoi compagni (uccidendo  Jaeger) ma decide di non ucciderli, con grande sorpresa di tutti, il gruppo scopre con sgomento che Daniel è scomparso.
Daniel, si sveglia la mattina dopo con ferite che corrispondono a quelle subite dal lupo mannaro la notte prima. Inorridito nello scoprire che lui è la bestia, affronta sua madre, che cerca di convincerlo a fuggire con lei. Daniel si rifiuta di andarsene e invece si dirige verso la città.
Charles sospetta che Daniel possa essere il lupo mannaro e fa alcune domande a Doc, confermando i suoi sospetti. Quindi affronta il ragazzo, che disperato gli implora di ucciderlo. Invece Doc spara a Charles alle spalle e confessa di aver addestrato Daniel a cacciare e uccidere le persone. Inorridito, Daniel fugge a casa di Eva, dove Stefan la sta aggredendo. I due combattono fino a una situazione di stallo, nonostante la forza del lupo mannaro di Daniel, Stefan lo mette fuori combattimento quando lascia la casa di Eva. Quella notte, durante il solstizio, Stefan mette Daniel incatena in mostra affinché i cittadini lo vedano, dopo essersi trasformato, si libera e fugge. Vadoma supplica i cittadini di risparmiare suo figlio, ma viene uccisa per errore.
Stefan e Daniel combattono di fronte a Eva, e viene rivelato che il primo è un wurdalak centenario, il che gli conferisce forza e tenacia innaturali, ma il lupo lo impalla su una punta, provocando la disintegrazione del corpo . Doc appare e ordina a Daniel, che è ancora in forma di lupo mannaro, di farsi da parte. Doc rivela a Eva la verità: Vadoma, consapevole delle condizioni di Daniel poiché il padre era stato morso da un lupo mannaro prima di concepirlo, chiese aiuto a Doc, il quale le forniva il laudano per sedarlo durante la luna piena. Ma quando Doc scopri la vera condizione di Daniel, decise di dargli un placebo e lo addestro ad obbedire ai suoi comandi per eliminare i rifiuti della comunità e le persone scomode per il medico; il prossimo passo è portarlo in città e uccidere i colleghi che lo avevano sempre deriso. Doc ritiene che Eva ora sappia troppo, così ordina a Daniel di uccidere la ragazza, ma il lupo mannaro si rifiuta, resistendo al comando. Doc allora tenta di ucciderla lui stesso, ma Charles, sopravvissuto grazie alla protezione anti-lupo, appare e spara a Doc. Quando Daniel riesce a controllare la sua trasformazione e ritorna umano, il gruppo di cacciatori sopraggiunti si preparano a ucciderlo, ma Eva li ferma ritenendo di poterlo aiutare. Charles decide di lasciarlo vivere, capendo che può controllare il suo potere e gli dà il suo amuleto d'argento, dicendo a Daniel che ora è lui il cacciatore. Eva e Daniel si baciano appassionatamente mentre Charles e gli altri si allontanano, avvisando Daniel che partiranno all'alba, segno che lo stanno invitando ad unirsi a loro.